# Emballonura semicaudata
Emballonura semicaudata là một loài dơi trong họ Dơi bao (Emballonuridae), bộ Dơi. Loài này được Peale mô tả năm 1848, và sống tại Samoa thuộc Mỹ, Fiji, Guam, Micronesia, Palau, Samoa (nơi nó được gọi là pe'a vai, tagiti hoặc pe'ape'a vai), Tonga, và Vanuatu.
Môi trường sống tự nhiên là hang động. Nó bị đe dọa do mất môi trường sống.

## Hình ảnh

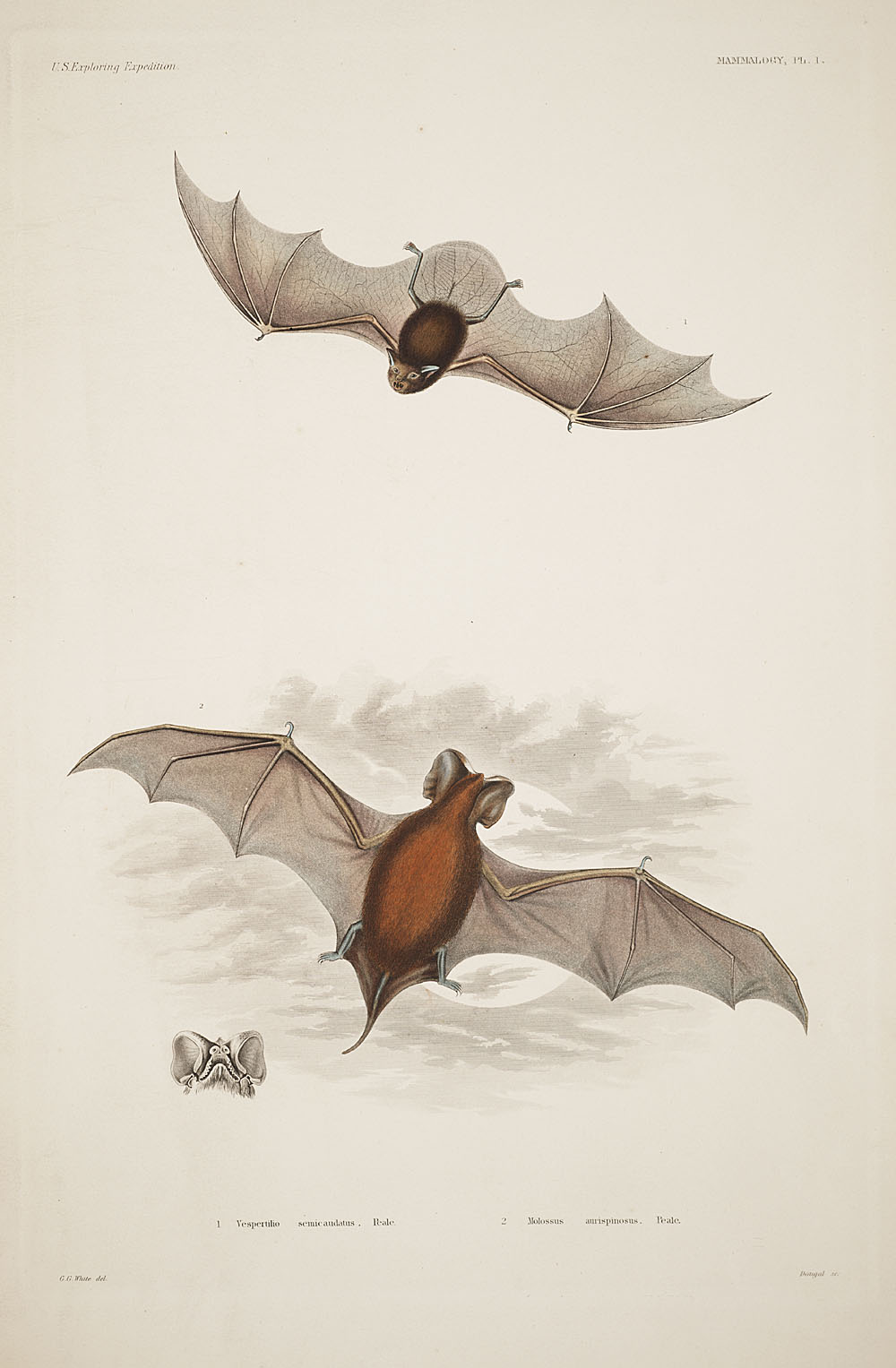